# 長谷高成泰
長谷高 成泰（はせだか なりやす、1968年7月20日 - ）は、大阪府出身のアマチュア野球選手（内野手）・監督。

## 来歴・人物
大阪府出身。野球留学で明徳義塾高に進学し、1年夏に同校初となる夏の甲子園出場。同年秋も四国大会を制したが不祥事により選抜の推薦辞退となった。同期のエースに水尾嘉孝がいた。その後専大に進学。1989年の3年時、高校3年夏に県大会決勝で敗れた同期のエース岡林洋一とともに大学選手権に出場するが、決勝で4年酒井光次郎投手の近畿大に敗れ準優勝。同期に杉山賢人、武藤潤一郎が、高校からの1年後輩に町田公二郎がいる。1990年の4年時には主将を務めた。東都大学リーグ通算89試合出場、331打数81安打、打率.245、7本塁打、25打点。
長打もあるが基本的にはスプレーヒッタータイプで、好調なときの打率は極めて高い数字を残した。専大卒業後の1991年にいすゞ自動車に入社。大学時代の好調を維持した長谷高は、自チームでの都市対抗出場を逃すが、その年（第62回大会）の東芝の補強選手に選ばれる。その後自チームでの同大会出場や他チームの補強選手として1998年の第69回大会まで8年連続本大会出場を果たす。この間、第64回大会（1993年）、第66回大会（1995年）ではチームの上位進出に貢献し、大会優秀選手に選出された（第66回大会は日本石油の補強として）。このうち、東芝での第62回大会、日本石油での第66回大会では優勝チームの一員に名を連ねた。
その後2001年シーズンからはコーチ兼任となり、ベテランとして若手に指導する立場も兼ね備えるようになったが、2002年シーズンが始まって間もなく、衝撃的なニュースがチームを襲う。同シーズン終了をもってチーム休部の知らせであった。チームに動揺が走ったが、長谷高はコーチとして、年長選手として、休部するまでできることを精一杯やろうとチームを引っ張り、チームはその年の都市対抗野球大会神奈川予選、第2代表決定戦で日石三菱を延長15回の末サヨナラで破り、本戦出場を決めた。
本戦ではチームは西郷泰之（三菱ふそう川崎）、須田喜照（東芝）、銭場一浩（東芝）らを補強に迎え、快進撃を続けた。長谷高は持ち味の広角打法が甦りヒットを量産。また守備でも再三にわたり好手を見せた。決勝戦（対ホンダ熊本戦）では相手のファウルフライをダイビングキャッチするなど、ベテラン選手とは思えぬハッスルプレーでチームを鼓舞した。そしてチームは優勝。社会人王国・神奈川から6チーム目のチャンピオンとなり、最初で最後の黒獅子旗を手にした。長谷高は高打率（14打数7安打、.500）で首位打者賞に輝くだけでなく、MVPに当たる橋戸賞を手にした。また、長谷高はこの年の社会人ベストナインを受賞している。
2002年限りでチームは休部に入り、長谷高は引退。1年だけ社業に就いたが、母校・専大からの依頼に応え、2004年シーズンから専大の監督に就任した。また同時にGMも兼任した。昨今ではそれほど珍しくないGM制度だが、大学野球界では長谷高が初となった（GMは2005年シーズン限りで辞任し、以降は監督に専念している）。

2004年春季シーズン、専大は2部で優勝したが、入替戦で駒大の前に屈する。その後同年秋季リーグでは東洋大の前に屈し、2005年シーズンは2部でも優勝できない苦しい時期を過ごしたが、2006年秋季シーズンで2部優勝、入替戦で日大に2勝し、チームを9季ぶりに1部昇格させた。2007年春季シーズンでは1部最下位に沈み、入替戦でも立正大の前に敗れ、1部はわずか1季のみであった。2008年末に監督を退任。2014年から同大学のコーチとして再任している。
なお、元メジャーリーガーの長谷川滋利とは義兄弟の関係である（長谷高の妹が長谷川の夫人）。
専大・いすゞの2年先輩にバスケットボール部元監督の中原雄がおり、中原の監督就任も2004年だった。1年後輩にWリーグ・アイシン ウィングスアソシエイトヘッドコーチの小川忠晴がいる。

## 表彰歴
- 第73回都市対抗野球大会橋戸賞・首位打者賞（2002年）
- 都市対抗野球大会優秀選手賞（二塁手部門）3回（1993年、95年、2002年）
- 社会人ベストナイン（二塁手部門）1回（2002年）